# Atiba Charles
David Atiba Charles, né le 29 septembre 1977 à Point Fortin, est un footballeur trinidadien. Il joue au poste de défenseur avec l'équipe de Trinité et Tobago et le club Rochester Rhinos. 

## Carrière

### En équipe nationale
Il a eu sa première cape en novembre 2003 et a disputé trois matchs de qualification pour la coupe du monde 2006.
Charles participe à la coupe du monde 2006 avec l'équipe de Trinité et Tobago.

## Palmarès
- 25 sélections (un but) en équipe nationale entre 2003 et 2006